# Рајец (област)
Рајечка котлина или Рајец (мкд. Раечка Котлина или Раец), је котлина у поречју истоимене реке, левог притока Црне, ниже села Дренова у Тиквешу.
Котлина Рајец је пространа 306 km². Историјска област Рајец, обухвата брда и планине између Тиквешке долине на истоку и висоравни Пелагоније на западу. Смештен између планине Бабуна на северу и планине Дрен на југу.